# Aepocerus emarginatus
Aepocerus emarginatus är en stekelart som beskrevs av Mayr 1885. Aepocerus emarginatus ingår i släktet Aepocerus och familjen fikonsteklar. Inga underarter finns listade i Catalogue of Life.